# Helmut Duckadam
Helmut Robert Duckadam (Semlac, 1 april 1959 – Boekarest, 2 december 2024) was een Roemeens profvoetballer. 

## Familie
Helmut werd geboren als zoon van Josef Duckadam, uit het dorpje Șagu German, in het district Arad. Zijn moeder, Elisabeth Kálmán, komt uit Semlac, dat ook de geboorteplaats van Helmut is. In zijn kindertijd werd hij onderwezen door zijn grootmoeder, Elisabeth Kálmán (geboren als Schmidt).

## Clubvoetbal
Van 1978 tot 1982 kwam Duckadam uit voor UT Arad en speelde drieënvijftig competitiewedstrijden. Van 1982 tot 1986 stond de Roemeen bij Steaua Boekarest onder contract en speelde voor deze club tachtig competitiewedstrijden. Met Steaua won Duckadam in 1985 zowel de Roemeense landstitel als de Roemeense beker. In 1986 werd opnieuw de landstitel gewonnen.
Hij was de doelman van Steaua tijdens de finale van de Europacup I in 1986 tegen FC Barcelona, die gespeeld werd in Sevilla. In de finale bleef het 0–0 in de reguliere speeltijd en ook in de verlenging werd niet gescoord. Hierdoor moest een serie strafschoppen worden genomen om de uiteindelijke Europacup I-winnaar te bepalen. Duckadam werd de held en stopte de strafschoppen van José Ramón Alexanko, Ángel Pedraza, Pichi Alonso en Marcos. Duckadam werd hiermee de eerste doelman die in een officiële Europese competitie vier strafschoppen hield. Door zijn heldhaftige optreden won Steaua als eerste Oost-Europese club de Europacup voor landskampioenen. Na dit Europese succes speelde Duckadam nog maar een paar competitiewedstrijden voor Steaua.

## Einde van profloopbaan
In de zomer van 1986, slechts enkele weken na de Europese gewonnen finale, moest Duckadam zijn loopbaan als profvoetballer noodgedwongen beëindigen na een operatie aan de armen. Deze operatie was nodig vanwege een zeldzame bloedziekte. Drie jaar later speelde Duckadam nog voor het lager spelende Vagonul Arad. In 1999 vertelde Duckadam in een interview dat hij majoor was geworden bij de Roemeense grenspolitie (Poliția de Frontieră) in zijn woonplaats. Tevens opende hij een voetbalschool in zijn woonplaats, die vernoemd werd naar zichzelf. Van augustus 2011 tot juni 2020 was Duckadam erevoorzitter van voetbalclub FCSB (voorheen bekend als Steaua Boekarest).

## Erelijst
Steaua Boekarest
- Divizia A: 1984/85, 1985/86
- Cupa României: 1984/85
- Europacup I: 1985/86

Individueel
- Roemeens voetballer van het jaar: 1986
- Ballon d'Or: plek 8 in 1986